# هيساكو هيجوتشي
هيساكو هيجوتشي (باليابانية: 樋口久子؛ بالكانا: ひぐち ひさこ) هي لاعبة غولف يابانية، ولدت في 13 أكتوبر 1945 في كاواغويه في اليابان.